# Alexander Parvus
Alexander Parvus (ryska: Александр Парвус: Aleksandr Parvus), ursprungligen Israel Lazarevitj Helphand (Израиль Лазаревич Гельфанд: Izrail Lazarevitj Gelfand), född 27 augusti 1867 i Berezin, Kejsardömet Ryssland (nu Belarus), död 12 december 1924 i Berlin, Tyskland, var en rysk mensjevik, revolutionär, bankir, vapenhandlare och frimurare.

## Namn
Parvus hette egentligen Israel Helphand (efternamnet utan engelsk anknytning). Han antog det självironiska namnet Alexander Parvus ("Alexander den Lille"). Han uppgavs vara så fet så han såg ut som en säl. Karl Kautskys barn kallade honom ’Dr Elefant’. Det var i Tyskland han blev känd som Parvus. Täcknamn var vanliga bland ryska revolutionärer. Lenins efternamn var Uljanov, Trotskij hette Bronstein och Djugasjvilis 36:e täcknamn blev Stalin.

## Historia
I sin tidiga barndom bodde han i den vitryska småstaden Beresina. I sin bok "Das hungernde Russland" skrev Helphand om hur en mordbrand förstörde stadens judiska kvarter. Efter branden flydde familjen söderut genom Ukraina till Svarta havet och staden Odessa där hans far Lazarevitj Helphand hade släktingar som var hamnarbetare. Parvus växte upp i Odessa där han gick i skola och gymnasium och sedan blev lärling hos en låssmed. Det var också i Odessa han som sextonåring fick sina första revolutionära erfarenheter. Som 20-åring kom Israel Helphand in på universitetet i Basel. Året innan hade han varit i Schweiz några månader. Där hittade han all revolutionär litteratur som var förbjuden i Ryssland. Han träffade Georgij Plechanov och andra exilryssar som bildat "Arbetets frigörelse", den första ryska socialdemokratiska organisationen. I 1890 vid 23 års ålder blev han ekonomie doktor.
Helphand valde sedan att bosätta sig i Tyskland, vars arbetarrörelse var bäst organiserad. I Stuttgart sökte han upp Karl Kautsky, redaktör för socialdemokratins teoretiska tidskrift Neue Zeit. Han träffade samtidigt Clara Zetkin, ansvarig för kvinnoförbundets tidskrift Gleichheit. Bägge välkomnade honom. Honoraren var blygsamma. Tyska kamrater tyckte att han var exotisk, en storvuxen lufs i slitna kläder från den östeuropeiska utmarken. Men skriva kunde han. Socialdemokratiska dagstidningar började köpa hans artiklar. Helphand ändrade förnamnet till Alexander och flyttade till Berlin, men blev snabbt utvisad därifrån och från delstaten Preussen och flyttade till Sachsen och ett jobb som chefredaktör för Volkszeitung i Leipzig. Vid den här tiden hade han börjat bli känd som Parvus. Han drev en aggressiv linje och krävde att kapitalismen skulle attackeras med masstrejker, vilket ogillades av arbetarledaren August Bebel med flera. Efter ett år blev han avskedad. I närliggande Dresden var Sächsische Arbeiterzeitung i problem så den dynamiske Parvus värvades dit. Han var en hård chef med explosiv energi och dito humör, en man som kunde diskutera en hel natt och sedan gå direkt till jobbet. Tidningens upplaga steg. Parvus var då 29 och kunde köpa snygga kläder och gifta sig för första gången. Stadens ledande socialdemokrater tyckte han blev för röd men läsarna uppskattade honom. Rosa Luxemburg fick sina första artiklar på tyska publicerade i tidningen. Parvus och Luxemburg hade senare en romans.
Efter ett år i Dresden utvisades han från Sachsen. Han lyckades få Luxemburg utsedd till sin efterträdare och flyttade till det lilla furstendömet Reuss, utvisades därifrån och bosatte sig i München. Parvus lärde känna Lenin i München. Lenin var där illegalt med bulgariskt pass. De träffades sedan regelbundet. Dit kom även Pavel Axelrod, Aleksandr Potresov och senare Julyj Martov och Trotskij. De startade den ryska tidningen Iskra. Männen och deras kvinnor träffades gärna hos den gästfrie Parvus. Lenin uppskattade hans skarpa intellekt.
Japans seger i rysk-japanska kriget 1905 väckte enormt uppseende i Asien. En europeisk stormakt hade besegrats av ett asiatiskt land! I Ryssland ledde nederlaget till det uppror Parvus förutsagt. Han for omgående till den dåvarande huvudstaden Sankt Petersburg på falskt pass som österrikaren Karl Wawek. Trotskij som då var 26 år, var redan där och blev snabbt ledare för stadens sovjet som arbetarorganisationerna bildat. Sovjeten ignorerade censuren. Parvus fick hand om rådspropagandan. Han övertog en dagstidning med 30.000 i upplaga och förvandlade den på sex veckor till en masstidning, såld i 500.000 exemplar. Tsardömet var hotat och kompromissade. Revolutionärer fick amnesti. Lenin kom men var extremt skeptisk till sovjeten som hans anhängare inte kontrollerade. Parvus förordade samarbete mellan bolsjeviker och mensjeviker inom den splittrade socialdemokratin, något Lenin benhårt bekämpade. Den 22 januari 1905 gick en obeväpnad folkmassa, ledda av prästen Georgij Gapon, för att uppvakta tsaren med en begäran. Den officiella versionen är att soldaterna framför vinterpalatset oprovocerat sköt mot de fredliga demonstranterna.
Tsaren beklagade det inträffade och bolsjevikernas revolution tappade fart. Nu vidtog en orolig tid med terror och mord från revolutionärerna med bl.a. Lev Bronstein, mera känd som Trotskij, i spetsen. De ryska myndigheterna slog tillbaka och hundratals upprorsmakare arresterades och avrättades. Tusentals revolutionärer tvingades fly utomlands. Parvus hade övergett fru och barn i München. Han gifte sig med en ryska i Sankt Petersburg. Hon fick en son som han aldrig träffade. Han hade även lämnat sin kompanjon i sticket med stora skulder i ett tyskt förlag de startat som bland annat gav ut böcker av Maksim Gorkij.
Tsarismen repade sig. Polisen började jaga revolutionärer som gått under jorden. I april 1906 greps Parvus. I hans fickor fann de förbryllade poliserna 50 biljetter till en politisk-satirisk kabaré. "De visste ju inte att Parvus gjorde allting i stor skala", skrev Trotskij senare. Parvus tänkte bjuda sina närmaste vänner på kabarén. I september förvisades han till Turuchansk i norra Sibirien tillsammans med Trotskij och andra. Från Krasnojarsk fortsatte de med ångbåt på Jenisej. Parvus med pengar insydda i kläderna söp vakterna redlösa och stack efter några dagars färd. Trotskij rymde senare till USA. Från Tyskland utlämnades ryska revolutionärer till Ryssland så Parvus återvände som Peter Klein. Han gömde sig hos vännen Konrad Haenisch som senare gav ut boken "Parvus". Den bok Parvus skrev om den ryska revolten 1905 såldes i massupplaga och gav honom hjältestatus i den tyska arbetarrörelsen. Bokinkomsterna lättade hans penningbekymmer. Han skrev två böcker om problemen vid en övergång till ett socialistiskt samhälle. Tyska socialdemokratiska ledare antog att kapitalismen skulle gå under av inre motsättningar, varpå landet utan större våndor skulle bli socialistiskt. Parvus tyckte det var blåögt för att inte säga korkat. Det togs mycket illa upp. Han hade tidigare angripit flertalet ledande tyska kamrater för inskränkt tänkande och nu slog de tillbaka. Han hade även skrivit att Ryssland, när tsardömet störtats, skulle visa sig ha samma ekonomiska potential som USA. Utvecklingen skulle tvinga de europeiska staterna att gå samman för att hävda sig. Sådana tankar var ofattbara för tyskar i början av 1900-talet då europeiska stater dominerade världen. Parvus blev utfryst och fick problem att försörja sig. 1910 flyttade han till Wien där vännen Trotskij uppehöll sig, men nu bedömde de framtiden olika. 
Parvus reste till Konstantinopel (nu Istanbul) för att skriva om turkarnas osmanska imperium för några tidningar. Han var utblottad men resan blev vändpunkten i hans liv. Inget finns skrivet om hur det gick till när han började göra affärer. Han handlade med spannmål, virke, järn och maskiner. Efter hand fick han mäktiga vänner i statsförvaltningen och kontrakt på stora leveranser till turkiska armén under Balkankrigen 1912-1913. Han blev snabbt rik och trivdes påtagligt med det. Samtidigt skrev han en hel del. 1914 bröt första världskriget ut. Arbetarledare i krigförande länder blev omgående nationalister, folkmassor hurrade för kriget, internationalismen begravdes. För Parvus var Tsar-Ryssland huvudfienden. Han hävdade att en tysk-österrikisk seger skulle knäcka tsarismen och leda till en rysk revolution. En seger för England-Frankrike-Ryssland skulle däremot stärka tsarismen. Parvus träffade Tysklands ambassadör och förklarade frankt att ryska socialister och den tyska regeringen borde samarbeta för att störta tsarismen. Ambassadören rapporterade till Berlin och Parvus inbjöds dit. Han reste i första klass och tog in på Berlins dyraste hotell. I februari 1915 fick Parvus en miljon rubler i sedlar av Tysklands regering att förmedla till revolutionära organisationer i Ryssland. Detta stöddes av Brocksdorf-Rantzau, tysk minister i Köpenhamn där Parvus bodde.  Senare utanordnades fem miljoner och därefter ytterligare miljoner. Planen var att en rysk revolution skulle leda till separatfred i öster så att tyska armén kunde koncentreras på västfronten. Detta skedde 1917.
Parvus hade startat ett forskningsinstitut i Köpenhamn om krigets sociala följder och gav bland annat 40.000 kronor i månaden till dess bibliotek. Han köpte ett hus i stan och träffade sina ryska förbindelser där. Det var brist på kol, England kunde inte leverera tillräckligt. Parvus utverkade tillstånd i Berlin att importera 100.000 ton kol och lät danska fackföreningar sköta försäljningen. Det blev en tysk propagandaseger i det neutrala Danmark. Han startade danska "Eksportkompagniet" och ett rederi. I Tyskland ägde han ett fackboksförlag och två tidskrifter som han skrev i, men mest sysslade han med affärer i koppar, tenn, spannmål och så vidare och tjänade stora pengar. Tidigare vänner kallade honom krigsprofitör. År 1916 blev han tysk medborgare, gifte sig en tredje, senare också en fjärde gång. I sitt stora danska hus bjöd Parvus generöst på mat och dryck. Ledande danska socialdemokrater var bland hans gäster. Även tyska kamrater kom ibland. Han var hela tiden god vän med Philipp Scheidemann som före krigsslutet 1918 krävde den tyska kejsarens avgång och i ett tal från Riksdagshusets trappa i Berlin den 9 november proklamerade den tyska republiken. 
Parvus hade träffat Lenin privat i Schweiz 1915. Vad de diskuterade har aldrig avslöjats. Men Parvus med sina förbindelser i Berlin medverkade aktivt till att Lenin och hans medarbetare kunde resa i plomberade järnvägsvagnar genom krigets Tyskland och Sverige till Petrograd våren 1917, när februarirevolutionen tvingat tsaren att abdikera. Fast när Parvus ville återvända till Ryssland efter oktoberrevolutionen blev det nej från Lenin, som deklarerade att "revolutionens sak inte skall solkas av smutsiga händer". Lenin önskade inte att han kom till Sovjetunionen och förbjöd hans inresa. Parvus blev rasande, och i ett hysteriskt sammanbrott vände han sitt hat och energi mot allt det han tidigare har kämpat för: Lenin och bolsjevismen. Han ville att Sovjetunionen skulle förstöras. Bolsjevismen skulle förstöras, då han nu såg den som en rysk pervertering av socialism. Det socialdemokratiska Europa skulle förenas mot den ryska faran, som han själv hade varit med om att bygga upp, men ingen lyssnade på honom längre. Han var inte nyttig för något land eller politisk rörelse. Han lämnade Danmark 1918 och bosatte sig i Schweiz, full av hat och bitterhet. Han dog av en hjärtinfarkt i sin villa i Schwanenwerder, en förort till Berlin, 1924, samma år som Lenin. Han dog som mångmiljonär, men efterlämnade ingenting förutom ett kostbart hus fyllt med dyra möbler. Hans förmögenhet var det ingen som kunde hitta. Före sin död brände han sitt arkiv.

## Parvus litterära verk
- Staatsstreich und politischer Massenstreik (1895/95)
- Das hungernde Russland. Reiseeindrücke, Beobachtungen, Untersuchungen (1900)
- In der russischen Bastille während der Revolution (1907)
- Die kapitalistische Produktion und das Proletariat (1908)
- Der Klassenkampf des Proletariats (1908)
- Die Sozialdemokratie und der Parlamentarismus (1909)
- Der Sozialismus und die soziale Revolution (1909)
- Die Arbeiterschaft und das Unternehmertum (1910)
- Der Ideenkampf gegen den Sozialismus (1910)
- Im Kampf um die Wahrheit (1918)